# Carlo Besozzi
Carlo Besozzi, né en 1738 à Naples ou à Dresde et mort le 22 mars 1791 à Dresde dans l'électorat de Saxe, est un hautboïste et compositeur italien de la période classique.
Il fut hautboïste à la cour du prince-électeur de Saxe Frédéric-Auguste II à Dresde de 1754 à 1792, avec une interruption due à la guerre de Sept Ans (1756-1763).
Son talent d'interprète a été remarqué par le musicologue britannique Charles Burney en visite à Dresde en 1772 ainsi que par Leopold Mozart en 1778 à Salzbourg.

## Biographie

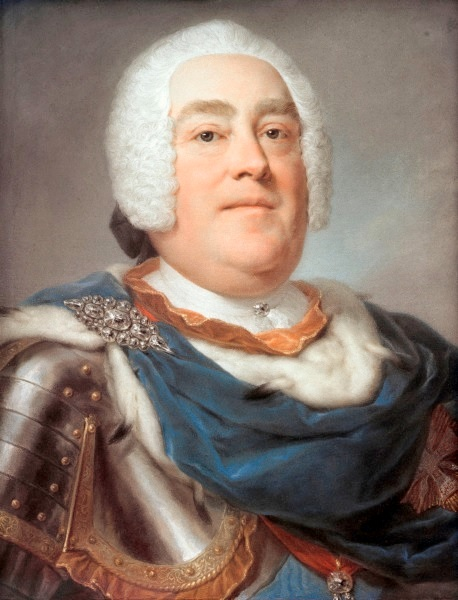
Frédéric-Auguste II de Saxe, l'employeur d'Antonio et Carlo Besozzi à Dresde.

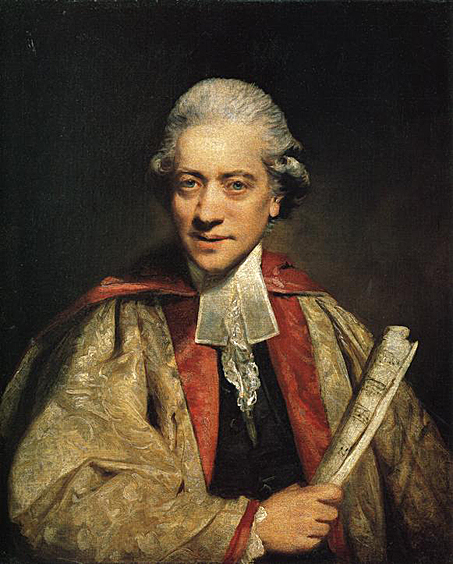
Le musicologue Charles Burney, qui a loué les talents de Carlo Besozzi.

Leopold Mozart, qui a été impressionné par Carlo Besozzi à Salzbourg.

### Famille
Carlo Besozzi est issu d'une longue lignée de musiciens italiens : son arrière-grand-père Cristoforo Besozzi (Milan 1661 - Plaisance 1725) était hautboïste à Parme, son grand-père Giuseppe (Milan 1686 - Naples 1760) hautboïste aux cours de Parme et de Naples (1734-1738) et son père Antonio (Parme 1714 - Turin 1781) hautboïste à Parme et à Naples, puis à Dresde de 1738 à 1774,.
Son fils Francesco Besozzi (Dresde 1766 - Dresde 1816) fut hautboïste comme lui.

### Formation et carrière
Son père Antonio Besozzi étant passé de Naples à Dresde en 1738, les sources divergent sur la ville de naissance de Carlo Besozzi : selon certaines sources, Carlo est né en 1738 à Naples, capitale du royaume de Naples,,,,, alors que, selon d'autres, il est en effet né en 1738 mais à Dresde, capitale de l'électorat de Saxe dans le Saint-Empire romain germanique,,.
Carlo Besozzi fut l'élève de son père Antonio pour le hautbois,,. Selon François-Joseph Fétis, il « le surpassa en habileté et devint le rival de Fischer ».
En 1754, à l'âge de 16 ans seulement, devenu un hauboïste accompli, il intègre l'orchestre de la cour de Dresde du prince-électeur de Saxe Frédéric-Auguste II, un orchestre où son père tient le poste de premier hautbois depuis 1739.
Le 29 août 1756, la Saxe est envahie par les troupes prussiennes, ce qui marque le début de la guerre de Sept Ans (1756-1763) : Dresde est occupée le 9 septembre, ce qui marque la fin temporaire de la vie musicale à Dresde, brisant le groupe de musiciens réunis par le prince-électeur dans sa capitale,.
Fuyant cette guerre, Antonio et Carlo Besozzi se rendent au début de l'année 1757 à Londres, où ils sont décrits comme les « Signori Besozzi »,.
À l'hiver 1757, ils vont à Paris et ils jouent au Concert spirituel en décembre, puis en 1758-1759 à Stuttgart où ils rencontrent Niccolò Jommelli, et ont peut-être attendu la fin de la guerre à Turin,.
Le 15 février 1763, le traité de Hubertsbourg met fin à la guerre de Sept Ans et le prince-électeur Frédéric-Auguste II recouvre la Saxe. L'opéra de Dresde, qui avait souffert de la guerre, est restauré et inauguré le 3 août 1763.
Antonio et Carlo Besozzi reviennent alors à Dresde en 1764 : Antonio y reste jusqu'en 1774 avant de partir à Turin où il mourra en 1781, tandis que Carlo restera à Dresde jusqu'à sa mort en 1792,.
En septembre 1772, le musicologue britannique Charles Burney visite Dresde et y entend Carlo Besozzi : il est charmé par la beauté du son qu'il tirait de son instrument et loue son talent, le comparant à Johann Christian Fischer,,,,.
En septembre 1774, Carlo prend un congé pour aller visiter sa famille à Turin.
En mai 1778, il joue deux de ses propres compositions à Salzbourg et impressionne Leopold Mozart, non par le style de composition que Mozart trouve un peu démodé, mais par son talent d'interprète,,.
Carlo Besozzi a eu comme élèves Georg Druschetzky (Jiří Družecký) et Carl Ludwig Matthes,,.
Carlo Besozzi meurt le 22 mars 1791 à Dresde,,.

## Réputation
Selon Bertil Van Boer, Carlo Besozzi « était considéré comme un des meilleurs hautboïstes de l'époque avec une sonorité forte et claire et une grande facilité de jeu ».

## Œuvre
Bertil Van Boer estime que « ses concertos montrent un bon sens dramatique, qui leur confère un côté Strum und Drang ».
Van Boer cite de Carlo Besozzi :
- 23 concertos pour hautbois
- 2 sonates
- 24 quintets pour 2 hautbois 2 cors et basse continue
- 1 divertimento

## Enregistrements
- Oboe concertos par Jan Adamus (hautbois) et le Suk chamber orchestra dir. Josef Suk (Supraphon, 1993)[5]
- Sonate per 2 oboi, 2 corni e fagotto par l'Ensemble Barocco Sans Souci (Tactus, 2006)
- Italian Oboe Concerto, œuvres de Giovanni Benedetto Platti, Antonio Salieri, Carlo Besozzi et Antonio Rosetti par Anthony Camden (hautbois) et le City of London Sinfonia, dir. Nicholas Ward (Naxos, 2001)